# Olympische Sommerspiele 1936/Teilnehmer (Brasilien)
| Gelbes Symbol für Goldmedaillen mit stilisierten Olympischen Ringen | Graues Symbol für Silbermedaillen mit stilisierten Olympischen Ringen | Braundes Symbol für Bronzemedaillen mit stilisierten Olympischen Ringen |
| ------------------------------------------------------------------- | --------------------------------------------------------------------- | ----------------------------------------------------------------------- |
| —                                                                   | —                                                                     | —                                                                       |

Brasilien nahm an den Olympischen Sommerspielen 1936 in Berlin mit einer Delegation von 81 Sportlern teil. Von ihnen traten 73 bei den Wettkämpfen an. Davon waren sechs weibliche Athleten.
Sie traten in den Sportarten Basketball, Radsport, Fechten, Moderner Fünfkampf, Rudern, Segeln, Sportschießen und Schwimmen an.
Eine Medaille konnte nicht gewonnen werden.

## Teilnehmer nach Sportart

### Basketball
Männer
- Aluizio Freire Ramos Accioly Neto
- Américo Montanarini
- Armando Albano
- Ary dos Santos Furtado
- Carmino de Pilla
- Miguel Pedro Martinez Lopes
- Nelson de Souza
- Coroa

### Fechten

#### Florett
- Männer:[2]
  - Ricardo Vagnotti[3]
  - Lodovico Alessandri[4]
  - Moacyr Dunham[5]
- Mannschaft (Männer): teilgenommen[6]
  - Ennio Carvalho de Oliveira[7]
  - Moacyr Dunham[5]
  - Lodovico Alessandri[4]
  - Ricardo Vagnotti[3]

- Frauen: Hilda von Puttkammer[8]

#### Degen
- Männer:
  - Henrique de Aguilar[9]
  - Moacyr Dunham[5]
  - Ennio Carvalho de Oliveira[7]
- Mannschaft:[10]
  - Ennio Carvalho de Oliveira[11][7]
  - Henrique de Aguilar[9]
  - Moacyr Dunham[5]
  - Ricardo Vagnotti[3]

#### Säbel
- Männer:[12]
  - Lodovico Alessandri[4]
  - Moacyr Dunham[5]
  - Ennio Carvalho de Oliveira[7]

### Leichtathletik
- José de Almeida
100 m: im Vorlauf ausgeschieden
200 m: im Vorlauf ausgeschieden

- Oswaldo Domingues
100 m: im Vorlauf ausgeschieden

- Antônio de Carvalho
400 m: im Vorlauf ausgeschieden

- Darcy Guimarães
110 m Hürden: im Vorlauf ausgeschieden

- Sylvio Padilha
400 m Hürden: 5. Platz

- Alfredo Mendes
Hochsprung: 23. Platz

- Ícaro Mello
Hochsprung: 23. Platz

- Márcio de Oliveira
Weitsprung: 15. Platz

- Antônio Lira
Kugelstoßen: ohne gültige Weite

- Assis Naban
Hammerwurf: ohne gültige Weite

### Moderner Fünfkampf
- Guilherme Catramby Filho
Einzel: 36. Platz

- Rui Pinto Duarte
Einzel: 37. Platz

- Anísio da Rocha
Einzel: 39. Platz

### Radsport(Straßenrennen)

#### Straßenrennen
- Einzelwettbewerb der Männer:[13]
  - Dertônio Ferrer
  - José Magnani
  - Hermógenes Netto

### Rudern
(Nur Männerwettbewerbe)

#### Doppeleiner
- Celestino João de Palma[14]
im Viertelfinale ausgeschieden

#### Doppelzweier
- Adamor Gonçalves
im Halbfinale ausgeschieden

- Paschoal Rapuano
im Halbfinale ausgeschieden

#### Zweier ohne Steuermann
- Afonso de Castro
im Halbfinale ausgeschieden

- Eduardo Lehman
im Halbfinale ausgeschieden

#### Zweier mit Steuermann
- Estevam Strata
im Halbfinale ausgeschieden

- José Ramalho
im Halbfinale ausgeschieden

- Decio Klettenberg
im Halbfinale ausgeschieden

#### Vierer mit Steuermann
- Nelson Ribeiro
im Halbfinale ausgeschieden

- Álvaro de Sá Freire
im Halbfinale ausgeschieden

- José de Campos
im Halbfinale ausgeschieden

- Wilson de Freitas
im Halbfinale ausgeschieden

- Henrique Camargo
im Halbfinale ausgeschieden

#### Achter mit Steuermann
- Arno Franzen
im Halbfinale ausgeschieden

- Maximo Fava
im Halbfinale ausgeschieden

- Ernesto Sauter
im Halbfinale ausgeschieden

- Alfredo de Boer
im Halbfinale ausgeschieden

- Frederico Tadewald
im Halbfinale ausgeschieden

- Henrique Kranen
im Halbfinale ausgeschieden

- Nilo Franzen
im Halbfinale ausgeschieden

- Lauro Franzen
im Halbfinale ausgeschieden

- Rodolpho Rath
im Halbfinale ausgeschieden

### Segeln

#### Dingi
Mixed
- Walter Heuer[15], 24. Platz nach sieben Rennen

### Schwimmen

#### 100 m Freistil
- Männer:[16]
  - Paulo Tarrto[17]
  - Isaac Moraes[18]
  - Leônidas da Silva[19]

- Frauen:[20]
  - Piedade Coutinho-Tavares[21]
  - Helena Salles[22]
  - Scylla Venâncio[23]

#### 400 m Freistil
- Männer:[24]
  - João Havelange[25]
  - Manoel Villar[26]
  - Aluizio Lage[27]

- Frauen:[28]
  - Piedade Coutinho-Tavares[21]
  - Scylla Venâncio[23]

#### 100 m Rücken
- Männer:[29]
  - Ademar Caballero[30]
  - Benvenuto Nuñes[31]
  - Antônio Amaral Filho[32]

- Frauen:[33]
  - Sieglinda Zigler[34]

#### 200 m Brust
- Männer:[35]
  - Antônio Luiz dos Santos[36]
  - Julius Edgar Arp[37]

- Frauen:[38]
  - Maria Lenk[39]

#### 1500 m Freistil
- Herren:[40]
  - Manoel Villar[26]
  - João Havelange[25]

#### 4 × 200 m Freistil Staffel
- Männer: teilgenommen[41]

### Schießen
- Präzisionspistolenschießen – 6×10 Schuss, 50 m[42]
  - Harvey Villela, 25. Platz[43]

- Kleinkaliberschießen – 2×15 Schuss, 50 m[44]
  - José Mello,[45] 5. Platz
  - Antônio Guimarães,[46] 23. Platz
  - Manoel Braga,[47] 51. Platz